# هيليشتيني
هيليشتيني هي قرية تقع في إقليم ياش في رومانيا وبلغ عدد سكانها	2,654 في عام 2002م.